# Redmondina
Redmondina es un género de foraminífero bentónico de la subfamilia Rotaliinae, de la familia Rotaliidae, de la superfamilia Rotalioidea, del suborden Rotaliina y del orden Rotaliida. Su especie tipo es Redmondina henningtoni. Su rango cronoestratigráfico abarca el Ypresiense (Eoceno inferior).

## Clasificación
Redmondina incluye a la siguiente especie:
- Redmondina henningtoni †